# Монако на летних Олимпийских играх 1924
Монако принимало участие в Летних Олимпийских играх 1924 года в Париже (Франция) во второй раз за свою историю, но не завоевало ни одной медали.
Жюльен Медесен завоевал бронзовую медаль за архитектуру на художественных конкурсах. Однако медали за художественное соревнование не включены в официальный подсчет. Семь спортсменов, все мужчины, приняли участие в шести соревнованиях по четырем видам спорта.

## Легкая атлетика и прыжки в длину
Монако в 1924 году представлял один спортсмен.Гастон Медесан занял 8 место в прыжках в длину,20 место в десятиборье и сошёл на третьем этапе в пятиборье.

## Парусный спорт
Монако в 1924 году представлял один спортсмен. Это был дебют страны в этом виде спорта.Эмиль Барраль в первой гонке был шестым, во второй не финишировал, а в третьей не участвовал.

## Стрельба на 50 м  из винтовки лежа
В 1924 году Монако представляли четыре спортсмена. Это был дебют страны в этом виде спорта.Монако представляли Роже Абель (45 место),Виктор Бонафед (31 место),Жозе Чиобо (59 место) и Герман Шульц (36 место).